# Phyllodactylus delcampoi
Phyllodactylus delcampoi är en ödleart som beskrevs av  Mosauer 1936. Phyllodactylus delcampoi ingår i släktet Phyllodactylus och familjen geckoödlor. IUCN kategoriserar arten globalt som livskraftig. Inga underarter finns listade i Catalogue of Life.